# Кан Франческо делла Скала
Кан Франческо делла Скала (італ. Canfrancesco della Scala, 1385 — 18 жовтня 1399) — середньовічний політичний діяч Північної Італії.

## Життєпис
Походив з династії Скалігери. Син Антоніо I, синьйора Верони, та Самарітани да Полента з Равенни. Народився у 1385 році в Вероні. У 1387 році родина вимушена була тікати з міста, де затвердився міланський герцог Джан Галеаццо Вісконті. 1388 року втратив батька.
У 1390 році за підтримки матері, яка найняла Джона Хоквуда, капітана найманого війська, підняв повстання у Вероні, де його оголошено синьйором міста. Проте доволі швидко Вісконті відбив Верону, яка істотно постраждала. Кан Франческо вимушений був тікати до Равенни.
1391 року за підтримки роду Каррара і Хоквуда спробував знову захопити Верону, проте зазнав нищівної поразки. 1392 року перебрався разом з матір'ю до Равенни, де Кан Франческо було отруєно у 1399 році.